# Sumik żółty
Sumik żółty (Ameiurus natalis) – gatunek słodkowodnej, wszystkożernej ryby sumokształtnej z rodziny sumikowatych (Ictaluridae). Występuje w środkowych i wschodnich Stanach Zjednoczonych.

## Występowanie
Występuje w rozlewiskach rzecznych, w potokach oraz małych i dużych rzekach, starorzeczach, stawach i spiętrzeniach o miękkim dnie i powolnym nurcie. Można go spotkać także w płytkich partiach dużych jezior i zatok. Preferowana temperatura wody to 5-15°C. Rozpowszechniony w większości Stanów Zjednoczonych, od granicy z Kanadą, aż po granicę z Meksykiem. Występuje w największym zbiorniku wodnym z Teksasie – Toledo Bend Reservoir.

## Charakterystyka
Dorosłe osobniki A. natalis osiągają przeciętnie 22,5 cm, maksymalnie 60 cm. Maksymalna odnotowana masa ciała wynosi 3,2 kg. Maksymalny odnotowany wiek ryby to 7 lat, jednak średnio żyją 4 lat. 
Grzbiet jest nakrapiany żółtym i oliwkowym kolorem. Brzuch jest żółtawo–białawy. Różni się od sumika karłatowego i czarnego, głównie białymi wąsikami.  
Żywi się różnymi owadami i innymi organizmami dennymi, takimi jak mięczaki i skorupiaki. 